# ザ・ノース 〜北極の宿命〜
『ザ・ノース 〜北極の宿命〜』（原題：Far North）は、2007年のイギリス・フランスのドラマ映画。

## あらすじ
北極圏で養女アニャと二人で暮らすサイーヴァは追手から逃げてきたと語るロキを助ける。ロキを助けてからサイーヴァは忌まわしき記憶を思い出すことになる。

## スタッフ
- 監督：アシフ・カパディア
- 脚本：アシフ・カパディア、ティム・ミラー
- 音楽：ダリオ・マリアネッリ
- 撮影：ロマン・オーシン
- 製作：ベルトラン・フェヴル
- 製作総指揮：テッサ・ロス

## キャスト
※役名、俳優の順
- サイーヴァ：ミシェル・ヨー
- ロキ：ショーン・ビーン
- アニャ：ミシェル・クルージ